# Меня зовут Кожа
«Меня зовут Кожа́» — детский художественный фильм, снятый в 1963 году режиссёром Абдуллой Карсакбаевым на киностудии «Казахфильм» по одноименной повести Бердыбека Сокпакбаева.
Премьера фильма состоялась 19 мая 1964 года (Москва).

## Сюжет
Фильм повествует о 12-летнем казахском мальчике по имени Кожа́, любознательном и добром, с открытым и решительным характером, постоянно попадающем в разные, то невинные, а порой и скверные истории.

## В ролях
- Нурлан Сегизбаев — Кожаберген Кадыров.
- М. Кокенов — Султан.
- Гульнар Курабаева — Жанар.
- Е. Курмашев — Жантас.
- Бикен Римова — Миллат, мама Кожи́.
- Кененбай Кожабеков — Рахманов, учитель.
- Раиса Мухамедьярова — Хадиша Майканова, учительница.
- Заги Курманбаева — бабушка Кожи́.
- Макиль Куланбаев — Каратай.
- Байдалда Калтаев — Сайбек.
- А. Толубаев — пастух Жумагул.
- К. Адильшинов — Ахметов, директор школы.
- Юсуф Шамусов — Дәулет

## Память
1 июня 2022 года в Астане открыли памятник главному герою фильма «Меня зовут Кожа». Памятник запечатлел эпизод, где главный герой фильма проводит тайное совещание перед зеркалом. Памятник сделан из бронзы, а постамент — из гранита. Высота памятника 183 см. Автор композиции — скульптор Азамат Талапхан, авторы идеи — Жанболат Аупбаев и Мурат Кожамкулов.